# Ariana Richards
Pour les articles homonymes, voir Richards.
Ariana Richards est une actrice américaine, née le 11 septembre 1979 à Healdsburg (Californie).
Elle est surtout connue pour avoir interprété Lex Murphy, la petite-fille de John Hammond, dans Jurassic Park (1993).

## Biographie
Ariana Richards est la fille de Darielle et Gary Richards, et sœur aînée de Bethany Richards, elle aussi actrice.
Le rôle le plus emblématique d'Ariana Richards est celui de Lex Murphy, une jeune fille de 13 ans, dans les films Jurassic Park et Le Monde perdu : Jurassic Park. Elle a aussi incarné la jeune Mindy Sterngood dans Tremors, rôle qu'elle a repris à l'âge adulte dans le troisième volet de la franchise, Tremors 3 : Le Retour.
Outre sa carrière d'actrice, Ariana Richards s'est essayée à la chanson avec l'album First Love ; elle peint également.

## Filmographie

### Cinéma
- 1988 : I'm Gonna Git You Sucka (en) : la petite fille
- 1989 : Prancer : Carol Wetherby
- 1990 : Tremors : Mindy Sterngood
- 1990 : Spaced Invaders : Kathy
- 1992 : Timescape : Le Passager du futur (Timescape) : Hillary Wilson
- 1993 : Jurassic Park : Lex Murphy
- 1995 : Angus : Melissa Lefevre
- 1997 : Le Monde perdu : Jurassic Park (The Lost World) : Lex Murphy
- 2001 : Tremors 3 : Le Retour (sorti directement en vidéo) : Mindy Sterngood

### Télévision
- 1987 : Les Craquantes (The Golden Girls) (série télévisée) : Lisa
- 1987 : Into the Homeland (téléfilm) : Ember Swallow (age 5 & 7)
- 1988 : My Sister Sam (série télévisée) : Morgan
- 1989 : La Maison en folie (Empty Nest) (série télévisée) : Phoebe Swenson
- 1990 : The Incident (en) (téléfilm) : Nancy
- 1990 : Médecin à Honolulu (série télévisée) : Tess Delaney
- 1991 : Confusion tragique (Switched at Birth) (téléfilm) : Kimberly Mays
- 1991 : L'Amour avant tout (téléfilm) : Kelly Gallagher
- 1992 : Against Her Will: An Incident in Baltimore (téléfilm) : Nancy
- 1995 : Des souris à la Maison-Blanche (Capitol Critters) (série télévisée) : President's Granddaughter
- 1996 : Born Free: A New Adventure (téléfilm) : Valerie Porter
- 1996 : Incorrigible Cory (Boy Meets World) (série télévisée) : Claire Ferguson
- 1997 : Total Security (série télévisée) : Karen Dieboldt
- 1997 : La Légende des montagnes du Nord (téléfilm) : Sarah Stewart
- 1998 : Race Against Fear (téléfilm) : Mickey Carlyle
- 2013 : Battledogs (téléfilm) : Donna Voorhees

## Distinctions

### Récompenses
- 1992 : Young Artist Awards de la meilleure une jeune actrice dans un téléfilm pour Confusion tragique
- 1993 : Young Artist Awards de la meilleure jeune actrice dans un téléfilm pour L'Amour avant tout
- 1993 : Bambi Awards de la meilleure actrice pour Jurassic Park

### Nominations
- 1990 : Young Artist Awards de la meilleure une jeune actrice dans un second rôle pour Prancer
- 1991 : Young Artist Awards de la meilleure une jeune actrice dans un second rôle pour Tremors
- 1993 : Young Artist Awards de la meilleure une jeune actrice en Guest star dans une série télévisée pour Walter & Emily
- 1993 : Young Artist Awards de la meilleure une jeune actrice dans un téléfilm sur le câble pour Timescape : Le Passager du futur
- 1994 : Saturn Award de la meilleure performance pour une jeune actrice Jurassic Park
- 1994 : Young Artist Awards de la meilleure une jeune actrice dans un drame pour Jurassic Park